# Capital Clube de Futebol
O Capital Clube de Futebol S/C Ltda, popularmente conhecido como Capital, é um clube de futebol brasileiro, sediado em Paranoá, no Distrito Federal. O clube compete atualmente na primeira divisão do Campeonato Brasiliense de Futebol e no Campeonato Brasileiro de Futebol de 2025 - Série D.

## História

### Sociedade Esportiva Maringá (1980-2004)
Fundado em 1980 por dissidentes do Doizão Futebol Clube e do Clube de Regatas Guará, o Sociedade Esportiva Maringá teve seu nome escolhido por seus fundadores em homenagem ao Sociedade Esportiva Maringá, equipe que teve grande ascensão nacional na época. Uma versão diz que as cores azul, branco e preto se deram em homenagem as seleções nacionais do Uruguai e Argentina, grandes potências futebolísticas daqueles anos. Outra versão diz que foi em homenagem ao clube gaúcho do Grêmio FBPA. Porém, na parte histórica do site do clube não consta a explicação. O clube foi Hexacampeão Amador de Brasília (Federação Brasiliense de Futebol), e Campeão da Copa dos Campeões (Federação Brasiliense de Futebol). Ainda sob este nome disputou o Campeonato Brasiliense da Segunda Divisão de 2004.

### Capital Clube de Futebol S/c Ltda. (2005- Atual)
A partir das instalações e sob toda a história da Sociedade Esportiva Maringá, clube amador de Guará, em 5 de julho de 2005, foi fundado o Capital Clube de Futebol S/c Ltda. 
Em 2006, em seu primeiro ano na elite do futebol local, a equipe acabou sendo rebaixada após terminar o Campeonato Brasiliense de Futebol da Primeira Divisão na última colocação do seu grupo (A), e em 8º lugar geral, com 04 pontos conquistados e nenhuma vitória obtida.
Em 2007 o clube disputou novamente o Campeonato Brasiliense da Segunda Divisão, onde foi novamente rebaixado, desta vez para o recém criado Campeonato Brasiliense da Terceira Divisão.
Em 2009, em seu segundo ano de participação no Campeonato Brasiliense de Futebol da Terceira Divisão, o clube conquistou o acesso ao Campeonato Brasiliense da Segunda Divisão de 2010, ao se sagrar campeão da competição.
Em agosto de 2011, firmou uma parceria com o Cristalina Atlético Clube de Goiás, passando a se chamar "Capital/Cristalina". Entretanto a parceria durou apenas no ano de 2011, em 2012 o time retornou a Guará. Ascendeu à primeira divisão metropolitana de 2012 após terminar o Campeonato Brasiliense de Futebol da Segunda Divisão de 2011 em 5° lugar, devido à mudança na fórmula de disputa da divisão principal, que passou de 8 para 12 participantes.
Em 2012 disputa pela segunda vez a primeira divisão do Campeonato Brasiliense, terminando na sétima colocação.  No Campeonato Brasiliense de 2013 a equipe termina novamente em sétimo.
No campeonato de 2014 a equipe termina em décimo primeiro e é rebaixada para a segunda divisão. Em 2015 termina em décimo e permanece na segunda divisão. Em 2016 se licencia e não disputa o campeonato.

### Parceria com o Desportivo UNB
Em 2017 a equipe não estava incluída no Campeonato Brasiliense da segunda divisão, porém após uma liminar na justiça a equipe conseguiu ser incluída na competição. A equipe disputou o Campeonato Brasiliense da Segunda Divisão com uma parceria com o Clube Desportivo Futebol Universidade de Brasília, onde se tornou o primeiro clube do país a participar de uma competição de futebol profissional com o grupo de atletas e comissão técnica formados por estudantes de uma universidade pública. Devido a isto, a equipe passou a se chamar "Capital/UnB", e terminou o campeonato no 8º lugar, com uma vitória em 5 jogos disputados. 

### Campeão do Campeonato Brasiliense da segunda divisão
Já em 2018 sob o comando do jovem técnico Hugo Almeida de apenas 24 anos, o clube foi campeão invicto do Campeonato Brasiliense da Segunda Divisão de 2018 disputando a final contra o Taguatinga Esporte Clube. Com a conquista, o time ascendeu ao Campeonato Brasiliense de 2019.
Na primeira fase o clube se classificou para a semifinal como segundo colocado do grupo b. Na fase seguinte eliminou o Planaltina (2-1 e 1-1).
O adversário da final seria o Taguatinga, no tempo normal 1-1, gols de Tarta para o Taguatinga e Dougão para o Capital. Nos pênaltis vitória do Capital por 5-4.

### Retorno a elite
Em 2019, o clube marcou seu retorno à elite do futebol brasiliense. Na primeira fase, obteve o sétimo lugar, com 11 jogos, 4 vitórias, 3 empates e 4 derrotas, tendo marcado 10 gols e sofrido 11, o que garantiu ao time uma vaga nas quartas de final da competição.
Na fase seguinte, o time foi eliminado pelo Brasiliense em dois jogos disputados, com empate de 2-2 e derrota de 2-0. 
Desde então, o clube permaneceu na primeira divisão. Na edição de 2023 do Campeonato Brasiliense, o clube conseguiu chegar à semifinal. No entanto, foi eliminado pelo Brasiliense, perdendo por 3-0 no placar agregado.

### Nova casa
No final de 2021, o Capital selou um acordo através do Programa Adote uma Praça, do Governo do Distrito Federal, e arrendou o Estádio JK Paranoá. Assim, o Capital deixa sua sede em Guará e se transfere para Paranoá.

### Finalista do Candangão e classificação para competições nacionais
No Candangão 2024, o Capital comandado pelo treinador Paulinho Kobayashi alcançou seu melhor desempenho na história da competição. Terminou a primeira fase em primeiro lugar e, na semifinal, eliminou o Brasiliense vencendo os dois jogos. No entanto, a equipe do Paranoá foi derrotada na final pelo Ceilândia e acabou ficando com o vice-campeonato ao ser derrotada nos pênaltis. A classificação para a final do Candangão garantiu ao Capital uma vaga para o Brasileirão - Série D e Copa do Brasil de 2025, marcando a estreia da equipe em competições nacionais. Na estreia do time na Copa do Brasil de 2025,o Capital fez história após empatar no tempo normal e ganhar nos pênaltis por 5x3 contra a Portuguesa-RJ. 
No Candangão 2025, o Capital foi vice-campeão novamente, desta vez sendo derrotado pelo Gama na final por 3 a 1 nos pênaltis, após empatar por 1 a 1 no tempo normal.

## Títulos
Campeão Invicto
| ESTADUAIS | ESTADUAIS                                 | ESTADUAIS | ESTADUAIS   |
|           | Competição                                | Títulos   | Temporadas  |
| --------- | ----------------------------------------- | --------- | ----------- |
|           | Campeonato Brasiliense - Segunda Divisão  | 2         | 2005 e 2018 |
|           | Campeonato Brasiliense - Terceira Divisão | 1         | 2009        |

## Estatísticas

### Participações
|  | Participações em 2026 |

| Competição                | Competição             | Temporadas | Melhor campanha            | Estreia | Última | P | R |
| Distrito Federal (Brasil) | Campeonato Brasiliense | 10         | Vice-campeão (2024 e 2025) | 2006    | 2026   |   | 2 |
| Distrito Federal (Brasil) | 2ª Divisão             | 7          | Campeão (2005 e 2018)      | 2005    | 2018   | 3 | 1 |
| Distrito Federal (Brasil) | 3ª Divisão             | 2          | Campeão (2009)             | 2008    | 2009   | 1 |   |
|                           | Copa Verde             | 1          | Oitavas de final (2025)    | 2025    | 2025   |   |   |
| Brasil                    | Série D                | 2          | 41º colocado (2025)        | 2025    | 2026   | – |   |
| Brasil                    | Copa do Brasil         | 2          | 3ª fase (2025)             | 2025    | 2026   |   |   |

## Clássicos

### Capital x Legião
O confronto entre o Legião e o Capital é considerado o clássico do rock, devido à alusão a duas das principais bandas de rock brasilienses: Legião Urbana e Capital Inicial, sendo a primeira a inspiração para o nome daquela equipe.

### Capital x Paranoá
O Capital mudou sua sede para o Paranoá em 2020, tornando-se assim um rival local do Paranoá Esporte Clube, clube que foi fundado na região administrativa em 2000, e hoje se situa na região da Vila Planalto DF.